# Jevon Carter
Leroy Jevon Carter (Maywood, Illinois, 14 de septiembre de 1995) es un baloncestista estadounidense que pertenece a la plantilla de los Chicago Bulls de la NBA. Con 1,85 metros de estatura, juega en la posición de base.

## Trayectoria deportiva

### Primeros años
Jugó su etapa de instituto en el Proviso East High School de su ciudad natal, donde en su temporada sénior promedió 22 puntos, 5 rebotes, 4 asistencias y 3 robos de balón por partido. Tras finalizar los cuatro años, recibió ofertas de universidades como Akron, Dartmouth, Kent State, Lehigh, Toledo, Valparaiso, UW-Green Bay e Illinois State, pero finalmente se comprometió con West Virginia.

### Universidad

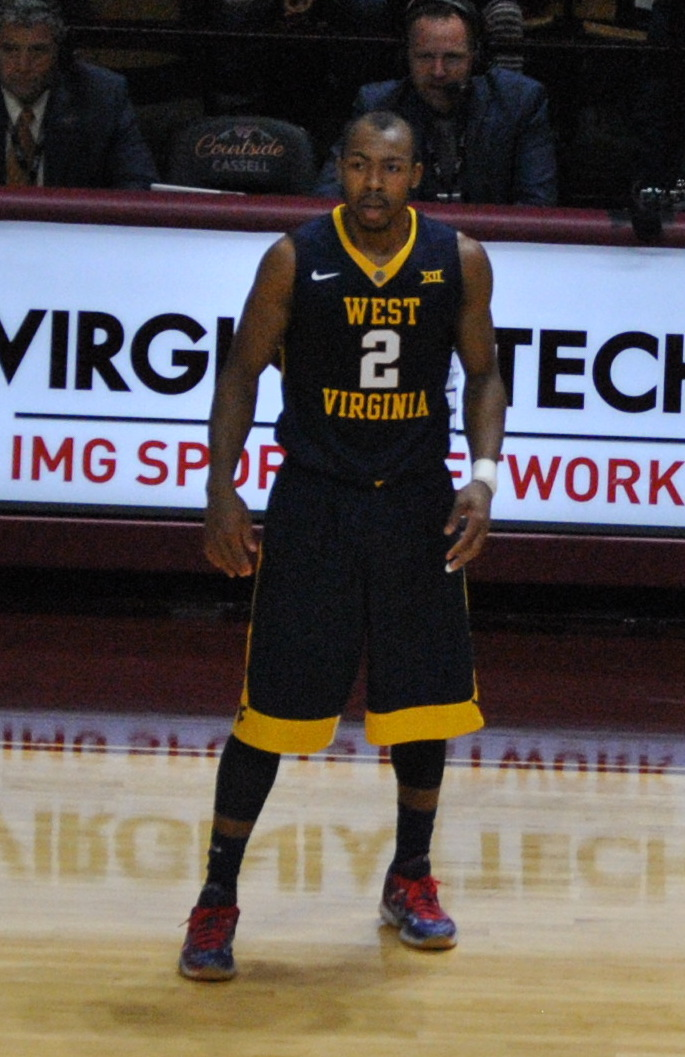
Carter con West Virginia en 2015.

Jugó cuatro temporadas con los Mountaineers de la Universidad de Virginia Occidental, en las que promedió 12,2 puntos, 3,7 rebotes, 3,9 asistencias y 2,3 robos de balón por partido. En su última temporada fue incluido en el mejor quinteto de la Big 12 Conference, mientras que el año anterior lo era en el segundo mejor quinteto y en ambas temporadas elegido defensor del año de la conferencia. En 2018 fue elegido además en el segundo quinteto All-America consensuado.
Ganó además el Jugador Defensivo del Año de la NABC en sus dos últimas temporadas, así como el Premio Lefty Driesell, también al mejor defensor. Logró además en 2018 el Premio Lowe's Senior CLASS que distingue al mejor jugador-estudiante que haya destacado en ambas facetas.

#### Estadísticas
| Año     | Equipo        | PJ  | PT  | MPP  | %TC  | %3P  | %TL  | RPP | APP | ROB | TPP | PPP  |
| ------- | ------------- | --- | --- | ---- | ---- | ---- | ---- | --- | --- | --- | --- | ---- |
| 2014–15 | West Virginia | 35  | 4   | 23.8 | .360 | .314 | .770 | 2.3 | 1.8 | 1.9 | .1  | 8.1  |
| 2015–16 | West Virginia | 35  | 35  | 27.7 | .383 | .306 | .744 | 2.9 | 3.3 | 1.7 | .3  | 9.5  |
| 2016–17 | West Virginia | 37  | 36  | 32.0 | .439 | .389 | .774 | 5.0 | 3.7 | 2.5 | .2  | 13.5 |
| 2017–18 | West Virginia | 37  | 37  | 34.7 | .422 | .393 | .858 | 4.6 | 6.6 | 3.0 | .4  | 17.3 |
| Total   | Total         | 144 | 112 | 29.6 | .407 | .355 | .798 | 3.7 | 3.9 | 2.3 | .2  | 12.2 |

### Profesional
Fue elegido en la trigésimo segunda  posición del Draft de la NBA de 2018 por Memphis Grizzlies. el 12 de julio los Grizzlies anunciaron su fichaje con un contrato multianual.
Tras disputar 39 encuentros en su primera temporada, el 3 de julio de 2019, es traspasado, junto a Kyle Korver a Phoenix Suns, a cambio de Josh Jackson y De'Anthony Melton.
El 29 de julio de 2021, durante la noche del draft de la NBA, se hace oficial su traspaso a Brooklyn Nets a cambio de Landry Shamet. Tras 46 encuentros, el 22 de febrero es cortado por los Nets.
El 24 de febrero de 2022, firma por Milwaukee Bucks.
Al comienzo de su segundo año con los Bucks, el 9 de noviembre de 2022, anota 36 puntos y reparte 12 asistencias, siendo ambos récords personales, en la victoria ante Oklahoma City Thunder.
En junio de 2023, firma con Chicago Bulls por 3 años y $20 millones.

## Estadísticas de su carrera en la NBA

### Temporada regular
| Año     | Equipo    | PJ  | PT | MPP  | %TC  | %3P  | %TL   | RPP | APP | ROB | TPP | PPP |
| ------- | --------- | --- | -- | ---- | ---- | ---- | ----- | --- | --- | --- | --- | --- |
| 2018-19 | Memphis   | 39  | 3  | 14.8 | .303 | .333 | .813  | 1.7 | 1.8 | .7  | .3  | 4.4 |
| 2019-20 | Phoenix   | 58  | 2  | 16.3 | .416 | .425 | .852  | 2.0 | 1.4 | .8  | .3  | 4.9 |
| 2020-21 | Phoenix   | 60  | 1  | 12.0 | .422 | .371 | .571  | 1.5 | 1.2 | .5  | .2  | 4.1 |
| 2021-22 | Brooklyn  | 46  | 1  | 12.0 | .333 | .331 | .700  | 1.5 | 1.0 | .3  | .2  | 3.6 |
| 2021-22 | Milwaukee | 20  | 2  | 17.7 | .506 | .558 | 1.000 | 2.2 | 2.5 | .5  | .2  | 5.6 |
| 2022-23 | Milwaukee | 81  | 39 | 22.3 | .423 | .421 | .816  | 2.5 | 2.4 | .8  | .4  | 8.0 |
| 2023-24 | Chicago   | 72  | 0  | 13.9 | .378 | .329 | .571  | .8  | 1.3 | .5  | .2  | 5.0 |
| 2024-25 | Chicago   | 36  | 1  | 8.9  | .377 | .333 | .800  | 1.1 | 1.1 | .4  | .1  | 4.3 |
| Total   | Total     | 412 | 49 | 15.2 | .394 | .379 | .799  | 1.7 | 1.6 | .6  | .2  | 5.2 |

### Playoffs
| Año   | Equipo    | PJ | PT | MPP  | %TC  | %3P  | %TL   | RPP | APP | ROB | TPP | PPP |
| ----- | --------- | -- | -- | ---- | ---- | ---- | ----- | --- | --- | --- | --- | --- |
| 2021  | Phoenix   | 7  | 0  | 3.1  | .375 | .000 | .000  | .3  | .6  | .0  | .0  | .9  |
| 2022  | Milwaukee | 11 | 0  | 11.4 | .474 | .429 | 1.000 | 1.5 | .9  | .7  | .0  | 2.1 |
| 2023  | Milwaukee | 4  | 0  | 12.3 | .222 | .143 | —     | 1.0 | 1.0 | .3  | .0  | 1.3 |
| Total | Total     | 22 | 0  | 9.0  | .389 | .250 | .500  | 1.0 | .8  | .4  | .0  | 1.5 |